# Johannes von Destinon
Johann(es) Friedrich Wilhelm von Destinon (ca. 1730 i Hamborg – 8. juli 1808 i Rendsborg) var en dansk officer.
Han var af fransk (adelig?) huguenotslægt og avancerede i den danske hær. I 1800 var han oberst og chef for 4. bataljon og fik snart efter afsked som generalmajor. 22. september 1750 blev han optaget i den danske adelstand.
27. juni 1763 ægtede han i København Frederikke Margarethe de Hansen (1747 – 26. marts 1802), uægte datter af kong Frederik V og kongens elskerinde Madam Hansen.
En datter af ham, Christine Sophia Caroline von Destinon (døbt 4. februar 1769 i Kastelskirken – 24. januar 1809), ægtede officeren Jacques d'Aubert. Han havde en søn, kammerjunker Frederik Christian von Destinon (1766 – 24. februar 1832).